# Oh, You Beautiful Doll
"Oh! You Beautiful Doll" é uma canção pop escrita por Nat D. Ayer e A. Seymour Brown e publicada em 1911.
1. ↑  «Hit songs, 1900-1955: American popular music of the pre-rock era». Choice Reviews Online (03): 45–1195-45-1195. 1 de novembro de 2007. ISSN 0009-4978. doi:10.5860/choice.45-1195. Consultado em 1 de janeiro de 2024